# Карло Мольфетта
Карло Мольфетта  (італ. Carlo Molfetta; нар. 15 лютого 1984) — італійський тхеквондист, олімпійський чемпіон.

## Виступи на Олімпіадах
| Олімпіада   | Дисципліна            | Місце |
| ----------- | --------------------- | ----- |
| Афіни 2004  | Тхеквондо до 57 кг    | 7T    |
| Лондон 2012 | Тхеквондо понад 80 кг | 1     |